# Giro del Lazio 2001
Il Giro del Lazio 2001, sessantasettesima edizione della corsa, si svolse il 22 settembre 2001 su un percorso di 198 km. La vittoria fu appannaggio dell'italiano Massimo Donati, che completò il percorso in 4h49'02", precedendo il connazionale Gianni Faresin e il russo Dmitrij Konyšev.
Sul traguardo delle Terme di Caracalla 57 ciclisti, su 130 partenti da Rieti, portarono a termine la competizione.

## Ordine d'arrivo (Top 10)
| Pos. | Corridore           | Squadra                      | Tempo    |
| ---- | ------------------- | ---------------------------- | -------- |
| 1    | Massimo Donati      | Tacconi Sport-Vini Caldirola | 4h49'02" |
| 2    | Gianni Faresin      | Liquigas-Pata                | s.t.     |
| 3    | Dmitrij Konyšev     | Fassa Bortolo                | a 17"    |
| 4    | Maximilian Sciandri | Lampre-Daikin                | s.t.     |
| 5    | Paolo Bettini       | Mapei-Quick Step             | s.t.     |
| 6    | Paolo Lanfranchi    | Mapei-Quick Step             | s.t.     |
| 7    | Davide Rebellin     | Liquigas-Pata                | s.t.     |
| 8    | Eddy Mazzoleni      | Tacconi Sport-Vini Caldirola | s.t.     |
| 9    | Laurent Dufaux      | Saeco                        | s.t.     |
| 10   | Paolo Bossoni       | Tacconi Sport-Vini Caldirola | s.t.     |